# Енћепинг
Енћепинг (швед. Enköping) град је у Шведској, у источном делу државе. Град је у оквиру Упсалског округа, где је други по величини и значају град. Енћепинг је истовремено и седиште истоимене општине.

## Природни услови
Енћепинг се налази у источном делу Шведске и Скандинавског полуострва. Од главног града државе, Стокхолма, град је удаљен 80 км северозападно.
Рељеф: Енћепинг се развио у области Упланд. Подручје града је равничарско до бреговито, а надморска висина се креће 10-30 м.
Клима у Енћепингу је континентална са утицајем мора и крајњих огранака Голфске струје. Стога су зиме блаже, а лета свежија у односу на дату географску ширину.
Воде: Енћепинг се развио у унутрашњости. Град се развио на реци Енћепингсон, која се непосредно јужно од града улива у језеро Меларен, треће по величини у Шведској.

## Историја
Подручје Енћепинга било је насељено још у време праисторије. Од 13. века то је обласно трговиште без већег значаја.
Енћепинг доживљава препород у половином 19. века са проласком железнице и доласком индустрије. Насеље добија градска права 1883. године. Ово благостање траје и дан-данас.

## Становништво
Енћепинг је данас град средње величине за шведске услове. Град има око 21.000 становника (податак из 2010. г.), а градско подручје, тј. истоимена општина има око 40.000 становника (податак из 2010. г.). Последњих деценија број становника у граду расте.
До средине 20. века Енћепинг су насељавали искључиво етнички Швеђани. Међутим, са јачањем усељавања у Шведску, становништво града је постало шароликије, али опет мање него у случају других већих градова у држави.

## Привреда
Данас је Енћепинг савремени индустријски град са посебно развијеном индустријом. Последње две деценије посебно се развијају трговина, услуге и туризам.

## Галерија
- Главна црква Енћепинга
- Градски хотел
- Стари део града
- Градска кућа Енћепинга